# Giuseppe Salvetti

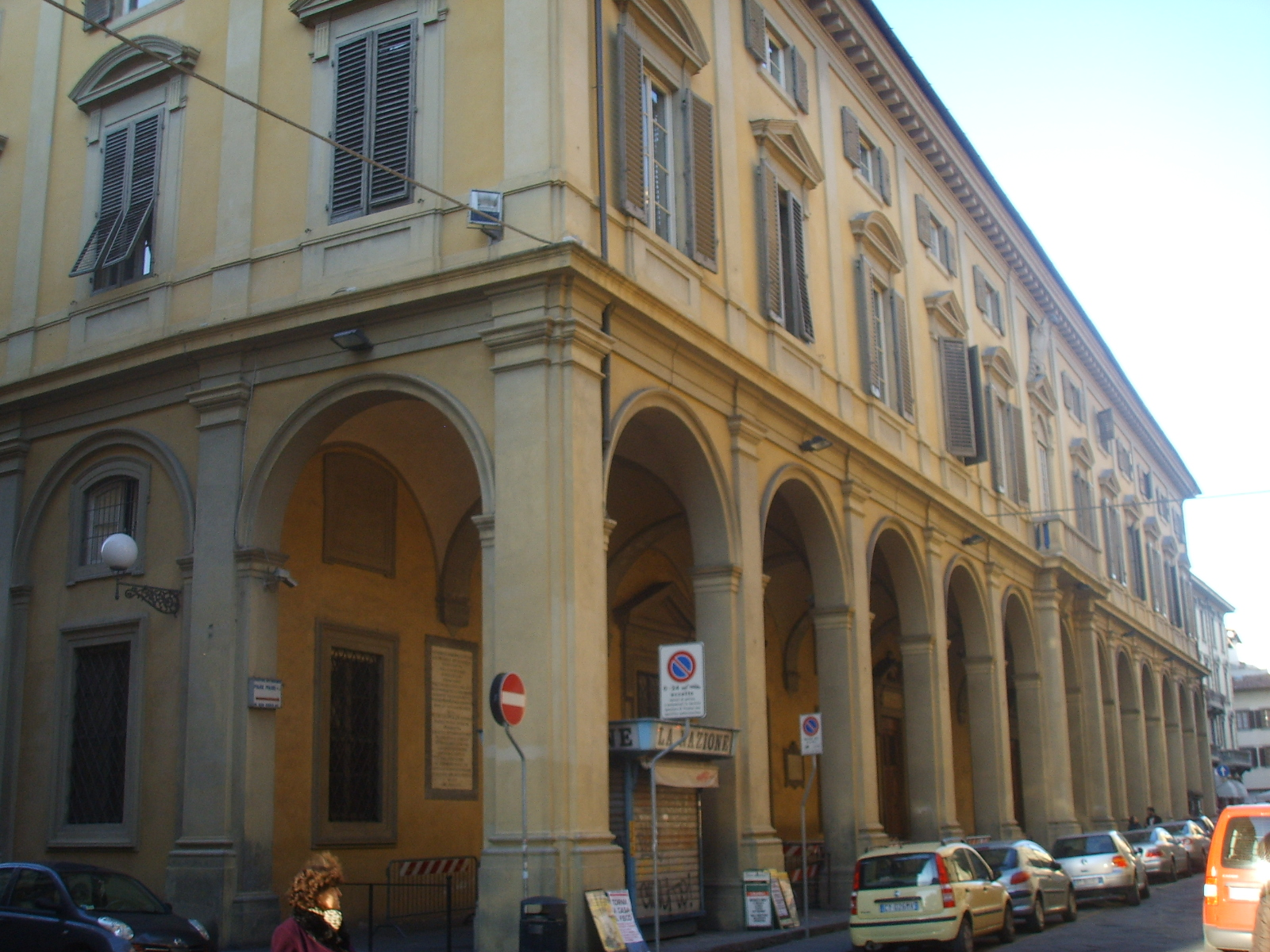
L'Ospedale Bonifacio, Firenze

Giuseppe Salvetti (Firenze, 1734 – 1801) è stato un ingegnere e architetto italiano.

## Biografia
Fiorentino , visse nella seconda metà del XVIII secolo, e fu attivo soprattutto in Toscana.
Si occupò soprattutto del rinnovo del sistema viario italiano, sovrintendente alla strada dei Due Mari, diresse i lavori per la realizzazione della strada Pontassieve-Ponticino, per la sistemazione della Via Lauretana tra Siena e Valdinievole e progettò con Leonardo Ximenes la strada Traversa per collegare Livorno con la transappenninica dell'Abetone (1767-1779).
Progettò anche l'Acquedotto di Colognole per l'approvvigionamento idrico di Livorno, e partecipò al restauro della chiesa di San Jacopo di Ripoli e dell'Ospedale di San Bonifazio a Firenze.
Le guide storiche riportano anche la sua partecipazione al restauro della Cappella del Santissimo Sacramento nel Duomo di Livorno.
Con Pietro Ferroni fu nella commissione nominata da Pietro Leopoldo per verificare gli effetti di bonifica nella Maremma dello Ximenes.